# Aire urbaine de Paimpol
L'aire urbaine de Paimpol est une aire urbaine française constituée autour de l'unité urbaine de Paimpol, dans les Côtes-d'Armor.

## Composition selon la délimitation de 2010
| Nom             | Code Insee | Statut | Superficie (km2) | Population (dernière pop. légale) | Densité (hab./km2) |
| --------------- | ---------- | ------ | ---------------- | --------------------------------- | ------------------ |
| Paimpol (siège) | 22162      |        | 23,61            | 7 266 (2022)                      | 308                |
| Kerbors         | 22085      |        | 6,88             | 286 (2022)                        | 42                 |
| Kerfot          | 22086      |        | 5,71             | 634 (2022)                        | 111                |
| Lanmodez        | 22111      |        | 4,15             | 400 (2022)                        | 96                 |
| Lézardrieux     | 22127      |        | 11,91            | 1 632 (2022)                      | 137                |
| Pleubian        | 22195      |        | 20,1             | 2 334 (2022)                      | 116                |
| Ploubazlanec    | 22210      |        | 15,04            | 2 985 (2022)                      | 198                |
| Plourivo        | 22233      |        | 28,35            | 2 267 (2022)                      | 80                 |
| Yvias           | 22390      |        | 11,61            | 770 (2022)                        | 66                 |

### Évolution de la composition
- 1999 : 5 communes (dont deux forment le pôle urbain)
- 2010 : 8 communes
  - Plourivo et Kerfot passent de la couronne du pôle au pôle urbain
  - la ville isolée de Pleubian et les communes rurales de Kerbors et Lanmodez sont ajoutés au pôle urbain
  - la commune rurale d'Yvias est ajoutée à la couronne du pôle

## Caractéristiques
D'après la délimitation établie par l'INSEE, l'aire urbaine de Paimpol est composée de 5 communes, toutes situées dans les Côtes-d'Armor. 
3 des communes de l'aire urbaine font partie du pôle urbain, l'unité urbaine (couramment : agglomération) de Paimpol.
Les 2 autres communes, dites monopolarisées, sont des communes rurales.
En 1999, ses 15 445 habitants faisaient d'elle la 305e des 354 aires urbaines françaises.
L’aire urbaine de Paimpol appartient à l’espace urbain de Paimpol.
Le tableau suivant détaille la répartition de l'aire urbaine sur le département (les pourcentages s'entendent en proportion du département) :
| Département   | Communes | Communes (%) | Superficie (km2) | Superficie (%) | Population (1999) | Population (%) |
| ------------- | -------- | ------------ | ---------------- | -------------- | ----------------- | -------------- |
| Côtes-d'Armor | 5        | 1,3          | 84,62            | 1,2            | 15 445            | 2,8            |

En 2006, la population s’élevait à 15 304 habitants.